# Le Barp
Le Barp é uma comuna francesa na região administrativa da Nova Aquitânia, no departamento da Gironda. Estende-se por uma área de 107,67 km². Em 2010 a comuna tinha 5 637 habitantes (densidade: 52,4 hab./km²).